# Kilian Kazenberger
Kilian Kazenberger OFM (1681–1750), též Katzenberger, byl německý františkán a teolog působící rovněž v chebském františkánském konventu. Byl zřejmě literárně nejplodnějším františkánem působícím v českých zemích, překonaný snad až v 20. století Klemensem Minaříkem, a o popularitě jeho knih svědčí jejich opakovaná vydání i překlady do jiných jazyků.

## Život
Narodil se 19. října 1681 v Zellingen v Dolních Francích, křestním jménem Georg Adam. Rovněž jeho tři rodní bratři vstoupili k františkánům (řeholními jmény Arsenius, Porphyrius a Verecundus). Řeholní sliby složil Kilian v roce 1698 v Bambergu a náležel takto administrativně do štrasburské (hornoněmecké) františkánské observantské provincie. O sedm let později (1705) byl vysvěcen na kněze. Kazenberger musel být velmi talentovaným studentem, neboť již následující rok (od 1706) byl jmenován jedním zde dvou lektorů filozofie na klášterních studiích chebských františkánů, jejichž konvent náležel až do josefínských reforem štrasburské řádové provincii. Od roku 1708 působil stále v Chebu již jako lektor teologie. Jako učitel bosloví,?? v některých letech ještě doprovázen druhým lektorem, zůstal Kazenberger v Chebu nepřetržitě následujících 17 let až do roku 1723. Jednalo se o zcela výjimečný stav, neboť zvykem františkánů je po několika letech přesouvat řeholníky do jiných klášterů, lektory studií v to nevyjímaje. Během jeho působení v Chebu napsal také několik památek přímo spojených s místním klášterem. Na provinční kapitule v roce 1723 byl za své zásluhy jmenován zasloužilým lektorem (iubilatus, emeritus) a současně jmenován definitorem hornoněmecké řádové provincie. Dále působil v Pasově, kde vyučoval církevní právo a v následujícím tříletém období (1726–1729) tento konvent řídil jako kvardián. Mezi řeholníky musel být tehdy již známou osobností s dobrou pověstí, neboť na další provinční kapitule v roce 1729 byl zvolen provinciálem (provinčním ministrem) hornoněmeckých františkánů. Po skončení tříletého období volby provinciála opět učil církevní právo v klášteře v Pasově. Podruhé působil jako provinciál v letech 1739 až 1741 a poté opět vyučoval kánony, tentokrát v Dettelbachu v Dolních Francích, kde zřejmě žil již nepřetržitě až do své smrti. Kilian Kazenberger zemřel 18. května 1750 v Dettelbachu.

## Dílo spojené schebskýmklášterem
- Poutnická příručka pro Horu sv. Anny (Annaberg) u Chebu (Horní Pelhřimov), poutní místo spravované místními františkány, kteří měli při kostele rezidenci: Schmertzhafter Creuzweg oder Beuschung deren Stationen auf dem S. Annaberg nächst der Stadt Eger. Eger : Fritsch, 1723.[7]

### Teologické teze z Chebu
- Rosa CentIfoLIa a theo-sCoto-LogICa franCIsCana, CentenIs e theoLogIa sUbtILI CoLLeCtIs foLIIs fLorIDa [= chronogram 1717] seu Centum theses theologicae... , jejímiž defendenty byli kněží Luwin Pannius, Method Speth a klerik Longin Meichelbeck.[8]
- Trinum theologicum seu Theses theologicae ex trina theologia polemica, scholastica et morali...  1718. Defendenti: Eusebius Zech, Dismas Angermann.[9]
- ThesaUrUs InfInItUs saCrosanCtae CathoLICae roManae eCCLesIae [=chronogram 1720] seu Indulgentia in genere & specie considerata... . Defendenti: opět Eusebius Zech a Dismas Angermann, spolu s nimi Faustin Hauer. K stručným pětistránkovým tezím je připojen Kazenbergerův traktát o odpustcích.[10]
- Porta saLUtIs totI orbI aperta, a roMano pontIfICe, ChrIstI VICarIo, et eCCLesIae CapIte [=chronogram 1721] seu jubilaeum ecclesiasticum theologice explicatum... . Defendenti: Borromaeus Herchenhan, Firmatus Schröffel.[11]
- CasUs qUaDragInta eX theoLogIa MoraLI, [=chronogram 1723] una cum centum Thesibus ex universa Theologia, ad mentem I.D. Scoti. Defendent: Wenceslaus Jann.[12]

### Rukopisy z Chebu
- Manipulus theologicus de jubilaeo ecclesiastico, collectus a P. Kiliano Kazenberger ... Egrae, anno 1720.[13]

## Výběrově další dílo

### Kontroversistika
- Columna et firmamentum veritatis seu Fides, Doctrina et Ecclesia Christiana, Catholica, Romana contra suos adversarios veteres & recentiores Augsburg, 1738 a 1756.[14]

### Spritiuálnípříručky pro řeholníky
- Liber vitae seu Compensiosa expositio litteralis in sanctam Regulam S. Francisci Seraphici... Augsburg 1733 a 1761. V štrasburské provincii bylo dílo roku 1733 přikázáno jako četba k jídlu v refektáři a jako výklad pro novice. Pro řeholníky laiky bylo ihned vydáno i v němčině. Popularitu i nadčasovost díla dokládají jeho překlady do italštiny, angličtiny nebo španělštiny a opakovaná vydání v Evropě i zámoří až do 20. století.[15]
- Scientia salutis seu Instructio practica de perfectione christiana ... in actionibus quotidianis exercitio... Augsburg, 1727 a 1738. Rovněž vydáváno v němčině („Wissenschaft des Hayls“ nebo „Wie werde ich heilig?“) a opakovaně i v letech 1901 a 1928.

### Spritiuálnípříručky pro laiky
Své „nebeklíče“ zahrnující zřejmě modlitby, přepracovaný životopis Ježíše krista, příběhy světců vydal pod tituly Guldener Himmels-Schlüssel, Dreyfacher Himmelsweg nebo Kurtze Beschreibung des Lebens Iesu Christi. Toto své dílo částečně založil na knize „Mystica Ciuded de Dios“ od španělské mystičky a františkánky koncepcionistky Marie od Ježíše z Agredy nacházející se do roku 1748 v Indexu zakázaných knih.

### Františkánská literatura, Třetí františkánský řád, náboženská bratrstva
- Clares Himmel-Leicht, mit seinem drezfachen Glantz..  o sv. Kláře z Assisi.
- Serpahisches Liebs-Band - příručka pro opasková bratrstva sv. Františka.
- Der Tertiaren Glory, das ist Ein Begriff vil anderer die Tertiarien bereffender Bücher . Augsburg, 1724 a údajně dalších 11 vydání do roku 1773.[17] Kapesní příručka obsahující řeholi Třetího řádu, její výklad, pravidal přejtí, kalendář, životopisy světců, duchovní cvičení, hodinky a další modlitby.
- Seraphisches betrachendes Hertz, das ist Betrachtungen auff alle Tag und fürnehme Fest des gantzen Jahrs ... zum Nutzen Geist- und weltlicher Personen, absonderlich für die Brüder und Schwester der H. H. Orden unsers Vatters Fracisci...  Ingolstadt, 1719.
- Dreyfache Kron deren geistlichen Tetriarien des Ordens S. Francisci.. . Augsburg, 1733. Příručka pro řeholnice v klášterech postavených na řeholi Třetího františkánského řádu.[18]

### Pastorace
- Brevis instructio practica Confessarii moribundo assistentis. Agsburg, 1736, 1737, 1744 a 1749,
- Trina brevis instructio practica I. Confessarii ... II. Concionatoris, ... III. Catechistae ... Augsburg, 1737, 1740 a 1749 s frontispisovým mědirytem sv. Jana Nepomuckého.[19]

### Učebnice teologie
Kazenberger navázal na dřívější i současné německé františkánské teology a jejich v klášterních studiích užívané příručky. Jeho teologické učebnice a spisy byly vydávány opakovaně, ve větších i kapesních formátech. používány i v dalších studiích v německých klášterech české františkánské provincie nebo v Uhrách.
- Supplementum Theologiae moralis sacramentalis R. P. F. Patritii Sporer ...
- Supplementum Theologiae moralis decalogalis R. P. F. Patritii Sporer ...
- Supplementum I. Conferentiarum theologico-moralium R. P. F. Elisaei Sargar...
- Supplementum II. Conferentiarum theologico-moralium R. P. F. Elisaei Sargar...

- Další knihy uvádí databáze Scholasticon Archivováno 14. 7. 2014 na Wayback Machine. nebo kapitola publikace „Analecta Franciscana"[21]
- Seznam děl v Souborném katalogu ČR, jejichž autorem nebo tématem je Kilian Kazenberger